# La Tour-d'Auvergne
La Tour-d'Auvergne è un comune francese di 697 abitanti situato nel dipartimento del Puy-de-Dôme nella regione dell'Alvernia-Rodano-Alpi.

## Società

### Evoluzione demografica
Abitanti censiti